# Rebelião tuaregue de 2006
A rebelião tuaregue de 2006 é um conflito armado que faz parte das rebeliões tuaregues contra o Mali.

## Desenrolar
A rebelião tuaregue de 1990-1996 terminou com a assinatura de um Pacto Nacional que previa uma melhor integração dos tuaregues na sociedade maliana, porém dez anos mais tarde alguns deles acreditam que as promessas deste Pacto não foram cumpridas. Em 2006, Iyad Ag Ghali, Hassan Ag Fagaga, Ibrahim ag Bahanga e Ahmada Ag Bibi fundaram então a Aliança Democrática de 23 de Maio para a Mudança (ADC). O seu objetivo era obter um estatuto especial para a região de Kidal.  O movimento era apoiado pela Argélia.
No dia 23 de maio de 2006, os rebeldes atacaram simultaneamente Kidal e Ménaka. Na primeira cidade, dois acampamentos militares serão ocupados; na segunda, o depósito de armamentos é saqueado. Os atacantes, em seguida, recuam com o butim em direção ao seu refugio: o Adrar Tigharghar.
O presidente do Mali, Amadou Toumani Touré, envia reforços a Kidal, mas rapidamente inicia conversações com os rebeldes. Kafougouna Koné, Ministro da Administração Territorial e Comunidades Locais, é o responsável pelo processo.
O governo do Mali também começa a reformar as milícias. Serão criadas duas: uma tuaregue, comandada por El Hadj Ag Gamou, e outra árabe, dirigida por Abderrahmane Ould Meydou.
A mediação cabe à Argélia porque os rebeldes recusaram o envolvimento dos líderes tribais do norte ou mesmo a influência da Líbia. A Argélia solicita o abandono da exigência de autonomia, o acantonamento dos rebeldes em Adrar Tigharghar e à proibição de contatar outras organizações tuaregues que estariam ativas noutros países.
As negociações terminaram em 4 de julho de 2006 com a assinatura dos novos Acordos de Argel. Contudo, este acordo foi mal recebido por parte da classe política e pela imprensa maliana, o que atrasou a sua aplicação.
Segundo o antropólogo Jeremy Keenan, especialista no mundo tuaregue, a rebelião teve como único propósito permitir que Ag Ghali, apoiado pela Argélia, agrupasse os movimentos tuaregues para a guerra contra o terrorismo no Sahel. Embora os combates contra o exército maliano tenham durado apenas um dia, a ADC atacou o Grupo Salafista para a Pregação e o Combate (GSPC) em Julho e Outubro de 2006.

## Nota
- Este artigo foi inicialmente traduzido, total ou parcialmente, do artigo da Wikipédia em francês cujo título é «Rébellion touarègue de 2006».